# The Clancy Brothers and Tommy Makem
The Clancy Brothers and Tommy Makem zijn een familie van Ierse zangers en muzikanten die de Ierse muziek enorm populair hebben gemaakt, zowel in Ierland als in de Verenigde Staten waarheen zij geëmigreerd zijn. De broers waren: Liam, Paddy, en Tom Clancy, geboren in Carrick-on-Suir, County Tipperary in Ierland. Later kwam Tommy Makem daarbij.  Makem, geboren in Keady, County Armagh was de zoon van balladezangeres Sarah Makem. De groep heeft veel bijgedragen aan de folk revival in de jaren vijftig en zestig van de twintigste eeuw. Tom en Pat emigreerden naar de VS in de vroege jaren 1950 en werden daar acteurs. Liam en zijn vriend Tommy Makem, gingen in 1956 naar de VS.
De Clancys traden op en maakten albums tot 1969; toen besloot Makem een sololoopbaan te beginnen. In 1975 verliet Liam de groep en werd vervangen door broer Bobby Clancy en hun neef Robbie O'Connell. Later vormde Liam toch weer een duo met Tommy Makem. De originele leden kwamen later alleen bij elkaar voor herinneringsconcerten.
Tom Clancy overleed in 1990, waarna Liam weer full-time lid van de groep werd. Deze line-up kende een actiever schema dan de groep in het voorgaande decennium, met optredens bij Regis en Kathie Lee in 1991, 1993 en 1995, en een optreden tijdens het 30th Anniversary Bob Dylan-concert in Madison Square Garden in 1992 met een afterparty in Tommy Makems kroeg Irish Paviljon.
Paddy Clancy overleed aan kanker in 1998. Een RTE newsclip liet de begrafenis zien waar Liam en Bobby Clancy, Ronnie Drew, Finbar Furey en Paddy Reilly, begeleid door John Sheahan, het lied The Parting Glass zongen en daarmee eer brachten aan een vertolker van de Ierse traditionele muziek. Bobby Clancy stierf op 9 september 2002.
Liam had een hechte vriendschap met Luke Kelly van The Dubliners met wie hij liederen uitwisselde. In totaal produceerden The Clancys en Tommy Makem 55 albums en ze maakten talloze tournees in Ierland, Groot-Brittannië en de USA.

## Geselecteerde discografie
Albums, compilaties en singles
- Welcome to Our House
- Show Me the Way
- Save the Land
- Presenting the Clancy Brothers & Tommy Makem
- Live on St. Patrick's Day
- Irish Folk Airs
- In Concert
- First Hurrah!
- 2007 Irish Revolutionary Songs
- 2005 Live in Concert
- 2000 Finnegan's Wake
- 1999 Irish Drinking Songs [LaserLight 1999]
- 1997 Songs of Ireland and Beyond
- 1996 Clancy Brothers & Tommy Makem
- 1995 Older But No Wiser
- 1994 Wrap the Green Flag: Favorites of the Clancy Borthers with Tommy Makem
- 1994 Favorites of the Clancy Brothers with Tommy Makem
- 1994 Clancy Brothers Christmas
- 1993 Irish Drinking Songs [LaserLight 1993]
- 1993 Christmas with the Clancy Brothers
- 1992 Luck of the Irish
- 1990 Spontaneous Performance
- 1990 Hearty & Hellish
- 1990 Clancy Brothers & Tommy Makem Recorded Live in Ireland
- 1988 Tunes and Tales of Ireland
- 1984 Reunion
- 1982 Live!
- 1969 Bold Fenian Men
- 1967 Freedom's Sons
- 1964 In Person at Carnegie Hall
- 1962 Boys Won't Leave the Girls Alone

Irish Songs of Rebellion
- 1959 Rising of the Moon: Irish Songs of Rebellion
- 1959 Irish Drinking Songs
- 1959 Come Fill Your Glass with Us

Met The Furey Brothers en zonder Tommy Makem
- Clancy Brothers – Christmas 1969
- Flowers in The Valley – 1970